# Étoile-Saint-Cyrice
 Étoile-Saint-Cyrice  es una población y comuna francesa, situada en la región de Provenza-Alpes-Costa Azul, departamento de Altos Alpes, en el distrito de Gap y cantón de Orpierre.

## Demografía
| 36 | 39 | 29 | 20 | 28 | 31 |
| Para los censos de 1962 a 1999 la población legal corresponde a la población sin duplicidades (Fuente: INSEE [Consultar]) |    |    |    |    |    |